# Arrondissement del dipartimento dell'Alta Savoia
Gli arrondissement del dipartimento dell'Alta Savoia, nella regione francese dell'Alvernia-Rodano-Alpi, sono quattro: Annecy (capoluogo Annecy), Bonneville (Bonneville), Saint-Julien-en-Genevois (Saint-Julien-en-Genevois) e Thonon-les-Bains (Thonon-les-Bains).

## Composizione

I quattro arrondissement del dipartimento nella regione Alvernia-Rodano-Alpi dal 2017

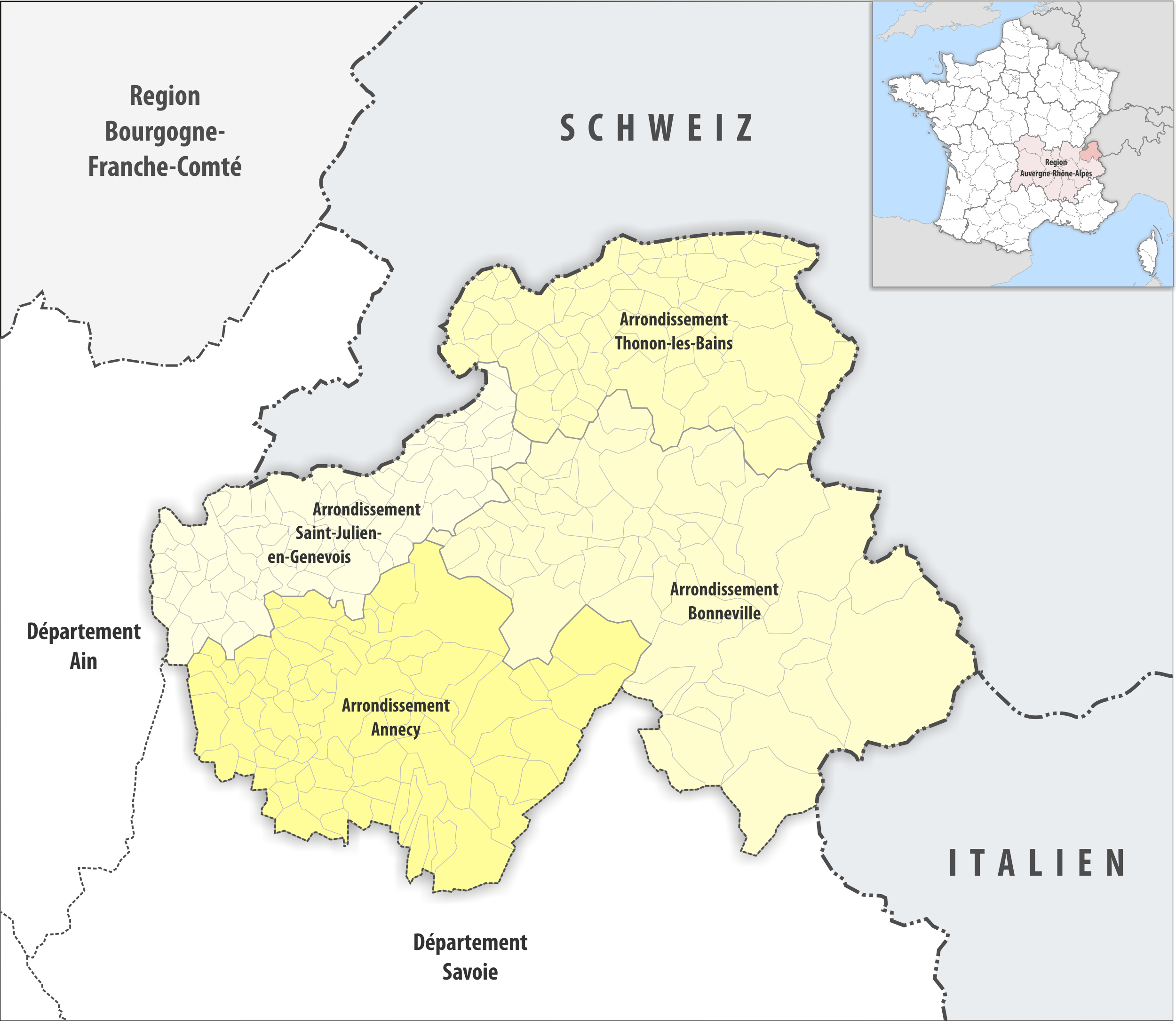
Mappa degli arrondissement del dipartimento dell'Alta Savoia

| Nome                                       | Codice INSEE | N° di comuni | Superficie km2 | Popolazione | Densità (abitanti/km2) |
| ------------------------------------------ | ------------ | ------------ | -------------- | ----------- | ---------------------- |
| Arrondissement di Annecy                   | 741          | 79           | 1 261,6        | 286 940     | 227                    |
| Arrondissement di Bonneville               | 742          | 60           | 1 558,2        | 188 875     | 121                    |
| Arrondissement di Saint-Julien-en-Genevois | 743          | 72           | 660,3          | 191 800     | 290                    |
| Arrondissement di Thonon-les-Bains         | 744          | 68           | 907,7          | 149 084     | 164                    |
| Dipartimento dell'Alta Savoia              | 74           | 279          | 4 387,8        | 816 699     | 186                    |

## Storia
- 1798: istituzione del dipartimento del Lemano con una parte del dipartimento del Monte Bianco (distretti di Carouge, Cluses e Thonon), il Pays de Gex (distaccato dall'Ain) e Ginevra dal ducato di Savoia.
- 1800: istituzione degli arrondissement di Bonneville, Ginevra e Thonon.
- 1814: il dipartimento del Lemano è soppresso. Ginevra è restituita alla Svizzera, il Pays de Gex ritorna all'Ain, il resto del dipartimento del Lemano ritorna al dipartimento del Monte Bianco.
- 1815: restaurazione del ducato di Savoia all'interno del Regno di Sardegna.
- 1860: annessione della Savoia alla Francia: istituzione del dipartimento dell'Alta Savoia con quattro arrondissement: Annecy, Bonneville, Saint-Julien e Thonon.
- 1890: Thonon diventa Thonon-les-Bains, che determina il cambio del nome dell'arrondissement.
- 1926: l'arrondissement di Saint-Julien è soppresso.[6][7]
- 1933: restaurazione dell'arrondissement di Saint-Julien con il nome di Saint-Julien-en-Genevois.